# Руотоло, Кейд
Ке́йд Руото́ло (англ. Kade Ruotolo; род. 22 января 2003 года, Мауи, Гавайи, США) — американский профессиональный джитсер и грэпплер, а также боец смешанных единоборств, выступающий под эгидой ONE Championship в полусреднем весе. Действующий чемпион лиги по грэпплингу в лёгком весе. Победитель ADCC 2022 в весе до 77 кг в возрасте 19 лет — самый молодой чемпион в истории турнира.

## Биография
Руотоло родился на острове Мауи, штат Гавайи, в семье итальянцев и пуэрториканцев. Вырос в Хантингтон-Бич, штат Калифорния, и начал заниматься бразильским джиу-джитсу в возрасте 3 лет.
Кейд и его брат-близнец Тай считались «первыми детьми-звёздами в грэпплинге». Они тренировались в академии Art of Jiu-Jitsu (AOJ) в течение 4 лет под руководством Гилерме и Рафаэла Мендесов, а в 2017 году перешли в Atos Jiu-Jitsu — команду, с которой была связана AOJ.
Тренер Андрэ Галвао в октябре 2020 года повысил Кейда и его брата Тая до коричневых поясов по бразильскому джиу-джитсу. 14 декабря 2021 года он же повысил братьев до чёрных поясов.

## Карьера в смешанных единоборствах
Кейд дебютировал в профессиональном ММА в июне 2024 года на турнире ONE 167 в Бангкоке. Его соперником стал соотечественник Блейк Купер с рекордом 2-1. Руотоло победил удушающим приёмом сзади чуть более чем за три минуты и был удостоен денежного бонуса за «Выступление вечера».
Следующий бой Кейд провёл в ноябре 2024 года на ONE 169. Его соперник, пакистанец Ахмед Мужтаба с рекордом 10-4, был задушен приемом Д’Арс за одну минуту, что принесло Руотоло второй подряд бонус за «Выступление вечера».
Третий поединок в организации провёл 20 февраля 2025 года на турнире ONE 171. Его соперник, аргентинец Николас Винья с рекордом 7-0, был побеждён приемом «ручной треугольник» чуть более чем за три минуты. За этот бой Кейд вновь получил бонус в размере 50 тысяч долларов за «Выступление вечера» — третий подряд.

## Статистика в профессиональном ММА
По данным Sherdog:
| Боёв 3 | Побед 3 | Поражений 0 |
| ------ | ------- | ----------- |
| Сдачей | 3       | 0           |

| Результат | Рекорд | Соперник      | Способ                                     | Турнир  | Дата            | Раунд | Время | Место            | Примечание                                         |
| --------- | ------ | ------------- | ------------------------------------------ | ------- | --------------- | ----- | ----- | ---------------- | -------------------------------------------------- |
| Победа    | 3-0    | Николас Винья | Сдача (удушающий приём ручной треугольник) | ONE 171 | 20 февраля 2025 | 1     | 3:04  | Лусаил, Катар    | «Выступление вечера» (3)                           |
| Победа    | 2-0    | Ахмед Мужтаба | Сдача (удушающий приём Д’Арс)              | ONE 169 | 9 ноября 2024   | 1     | 1:04  | Бангкок, Таиланд | «Выступление вечера» (2)                           |
| Победа    | 1-0    | Блейк Купер   | Сдача (удушающий приём сзади)              | ONE 167 | 8 июня 2024     | 1     | 3:20  | Бангкок, Таиланд | Дебют в полусреднем весе ММА. «Выступление вечера» |